# Kukhnja v Parizje
Kukhnja v Parizje (russisk: Кухня в Париже) er en russisk spillefilm fra 2014 af Dmitrij Djatjenko.

## Medvirkende
- Dmitrij Nazarov som Viktor Petrovitj Barinov
- Mark Bogatyrjov som Maksim "Max" Leonidovitj Lavrov
- Jelena Podkaminskaja som Viktorija "Vika" Sergejevna Gontjarova
- Dmitrij Nagijev
- Oleg Tabakov